# As If It’s Your Last
«As If It’s Your Last» (с англ. — «Как Будто Твоя Последняя»; кор. 마지막처럼) — сингл, записанный южнокорейской гёрл-группой Black Pink. Был выпущен 22 июня 2017 года лейблом YG Entertainment при поддержке KT Music.

## Предпосылки и релиз
В середине мая 2017 года YG Entertainment объявили о камбэке BLACKPINK, который должен состояться в июне, а уже 5 июня появилась информация о съёмках видеоклипа. В тот же день Ян Хён Сок подтвердил июньский камбэк; первый релиз группы с момента выпуска второго синглового альбома Square Two в ноябре 2016 года. 6 июня была объявлена примерная дата релиза — с 15 по 20 июня. 13 июня стала известна точная дата релиза — 22 июня. С 16 по 18 июня были представлены индивидуальные тизеры каждой участницы. 19 июня было объявлено название — «As If It’s Your Last». Также стало известно, что сингл станет подарком для фанатов перед релизом нового синглового альбома Square Up. 20 июня был опубликован тизер видеоклипа на канале BLACKPINK на YouTube и в приложении «V». На следующий день было опубликовано видео со съёмок и было сообщено, что группа проведёт шоукейс в день релиза сингла.
За первые сутки видеоклип набрал более 13 миллионов просмотров, став самым просматриваемым видеоклипом как мужских (ранее рекорд принадлежал BTS), так и женских групп (ранее рекорд принадлежал Twice) и вторым самым просматриваемым корейским клипом после «Gentleman» Psy. 24 июня была опубликована танцевальная практика.

## Продвижение
Промоушен «As If It’s Your Last» проводилось на различных музыкальных шоу и продолжилось вплоть до шоукейса группы в Японии в конце июля. 24 июня Black Pink впервые выступили на Music Core.

## Творческая группа
| - Джису — ведущая вокалистка - Дженни — основной рэпер, вокалистка - Розэ — основная вокалистка, ведущий танцор - Лиса — основной танцор, ведущий рэпер, саб-вокалистка | - Тедди Пак — автор текста, композитор - Future Bounce — композитор - Лидия Пак - композитор - Брат Су - автор текста - Choice37 - автор текста |

## Чарты
| Чарт (2017)                            | Пиковая позиция |
| -------------------------------------- | --------------- |
| Finland Digital Song Sales (Billboard) | 7               |
| France (SNEP)                          | 180             |
| Japan Hot 100 (Billboard)              | 19              |
| Malaysia Top 30 (Music Weekly)         | 2               |
| New Zealand Heatseekers (RMNZ)         | 3               |
| Portugal (AFP)                         | 48              |
| Singapore Top 30 (Music Weekly)        | 19              |
| South Korea (Gaon Digital Chart)       | 4               |
| US World Digital Songs (Billboard)     | 1               |
| Vietnam Top 30 (Music Weekly)          | 15              |

### Годовой чарт
| Чарты (2017)                          | Высшая позиция |
| ------------------------------------- | -------------- |
| Республика Корея (Gaon Digital Chart) | 18             |

## Продажи
| Страна           | Продажи    |
| ---------------- | ---------- |
| Республика Корея | 3,000,000+ |
| США              | 815,000+   |

## Победы
| Программа      | Дата         | Ссылкп |
| -------------- | ------------ | ------ |
| Inkigayo (SBS) | 2 июля 2017  | [ 29 ] |
| Inkigayo (SBS) | 9 июля 2017  | [ 30 ] |
| Inkigayo (SBS) | 16 июля 2017 | [ 31 ] |

## Комментарии
1. ↑  Некоторые реперы могут также занимать позицию саб-вокалиста. Это означает, что они также исполняют вокальные партии, но реже, чем остальные участники группы.